# Costa Masnaga

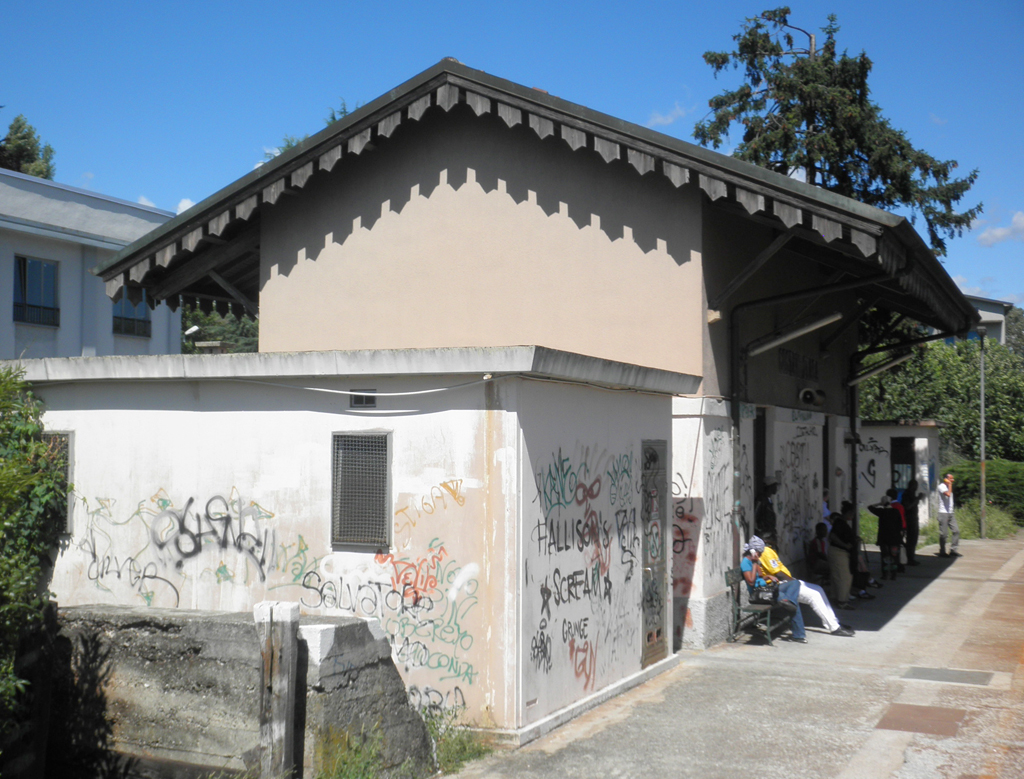
Bahnhof

Costa Masnaga ist eine Gemeinde in der Provinz Lecco in der italienischen Region Lombardei mit 4772 Einwohnern (Stand 31. Dezember 2023). 

## Geographie
Die Gemeinde liegt etwa 13 km südwestlich der Provinzhauptstadt Lecco und 35 km nordöstlich der Millionen-Metropole Mailand. Die umfasst die Fraktionen Centemero und Brenno della Torre. Im Jahr 1971 hatte die Gemeinde Costa Masnaga eine Fläche von 562 Hektar.
Die Nachbargemeinden sind Bulciago, Garbagnate Monastero, Lambrugo (CO), Merone (CO), Molteno, Nibionno und Rogeno.

## Geschichte
Im 13. Jahrhundert wurde Masnaga in den Hof von Bulciago aufgenommen. Zu Beginn des 13. Jahrhunderts (1206) waren die Bauern von Masnaga bereits in der universitas organisiert, d. h. in einem Konsortium, aus dem nach der Anerkennung der Rechte durch den Feudalherrn allmählich die kommunale Institution hervorging. In einem Prospekt aus dem Jahr 1572 (Terre Ducato di Milano, 1572), in dem alle Ländereien des Herzogtums Mailand und andere, die mit ihnen für die Salzsteuer besteuert werden aufgeführt sind, ist auch Masnaga enthalten. Aus den Antworten, die 1751 auf die 45 Fragen der königlichen Volkszählung gegeben wurden, geht hervor, dass die Gemeinde Costa Masnaga, die zum Geschwader von Nibionno gehörte, damals mit dem Grafen von Riviera belehnt war. Kein königlicher oder feudaler iusdicente residierte dort; die Gemeinde unterstand dem Amt Bosisio, auf dessen Strafbank der Konsul einen Eid abzulegen pflegte; sie zahlte dem feudalen podestà 1,15 Lire pro Jahr und dem barigello (des Amtes Bosisio) 1,20 Lire. Im territorialen Compartimento des Staates Mailand (Edikt vom 10. Juni 1757) wird Costa di Masnaga als zur Gemeinde Tregolo gehörend aufgeführt, die zum Bezirk Nibionno des Herzogtums Mailand gehört.
Die Gemeinde Costa Masnaga, die zur Provinz Como gehört, wurde 1870 mit den aufgelösten Gemeinden Brenno della Torre, Centemero und Tregolo gebildet. Im Jahr 1924 wurde die Gemeinde in den Bezirk Como der Provinz Como eingegliedert. Nach der Gemeindereform von 1926 wurde die Gemeinde von einem Podestà verwaltet. Nach der Gemeindereform von 1946 wurde die Gemeinde Costa Masnaga von einem Bürgermeister, einer Junta und einem Gemeinderat verwaltet. 

## Bevölkerung
| Bevölkerungsentwicklung | Bevölkerungsentwicklung | Bevölkerungsentwicklung | Bevölkerungsentwicklung | Bevölkerungsentwicklung | Bevölkerungsentwicklung | Bevölkerungsentwicklung | Bevölkerungsentwicklung | Bevölkerungsentwicklung | Bevölkerungsentwicklung | Bevölkerungsentwicklung | Bevölkerungsentwicklung | Bevölkerungsentwicklung | Bevölkerungsentwicklung | Bevölkerungsentwicklung | Bevölkerungsentwicklung | Bevölkerungsentwicklung |
| ----------------------- | ----------------------- | ----------------------- | ----------------------- | ----------------------- | ----------------------- | ----------------------- | ----------------------- | ----------------------- | ----------------------- | ----------------------- | ----------------------- | ----------------------- | ----------------------- | ----------------------- | ----------------------- | ----------------------- |
| Jahr                    | 1861                    | 1871                    | 1881                    | 1901                    | 1921                    | 1931                    | 1936                    | 1951                    | 1961                    | 1971                    | 1981                    | 1991                    | 2001                    | 2011                    | 2022                    |                         |
| Einwohner               | 1844                    | 2024                    | 2101                    | 2513                    | 2481                    | 2794                    | 2853                    | 3199                    | 3387                    | 3834                    | 4177                    | 4331                    | 4385                    | 4751                    | 4753                    |                         |
| Quelle: ISTAT           |                         |                         |                         |                         |                         |                         |                         |                         |                         |                         |                         |                         |                         |                         |                         |                         |

## Kultur und Sehenswürdigkeiten
- Kirche Santa Maria Assunta im 17. Jahrhundert auf der Grundlage einer früheren Kirche wiederaufgebaut, die im Liber Notitiae Sanctorum Mediolani als Maxenaga ecclesia sancte marie bezeichnet. Im 19. Jahrhundert wurde sie durch den Anbau von zwei Seitenschiffen vergrößert. Die Arbeiten wurden bis Anfang des 20. Jahrhunderts fortgesetzt. Fest des Ortspatrons am 15. August.
- Oratorium von Sant’Ambrogio im Ortschafz Brenno.

## Gemeindepartnerschaft
Costa Masnaga ist mit Clonmel in Irland partnerschaftlich verbunden.

## Persönlichkeiten
- Carlo Bianconi (* 24. September 1786 in Costa Masnaga; † 22. September 1875 in Clonmel), Unternehmer in Irland; Gemeindepräsident von Clonmel.
- Mario Panzeri (* 10. Mai 1964 in Costa Masnaga), ein italienischer Bergsteiger und Bergführer.